# بخش نانسی
بخش نانسی (به فرانسوی: Arrondissement de Nancy) یک بخش در فرانسه است که در مرت-ا-موزل واقع شده‌است.